# Григорій (Узунов)
Митрополит Григорій (в миру Георгій Іванов Узунов, болг. Георги Иванов Узунов, 6 серпня 1906, село Габарево — 7 грудня 2000, Ловеч) — єпископ Болгарської православної церкви, митрополит Ловчанський.

## Біографія
Народився 6 серпня 1906 року в селі Габарево Казанликської околії в сім'ї ремісника. Початкову освіту Георгій отримав в рідному селі. У 1922 році він був відданий в Пловдивського духовну семінарію, яку успішно закінчив у 1928 році.
Пропрацювавши рік на єпархіальному свічковому заводі в місті Стара-Загора, 18 серпня 1929 року в церкві Введення в храм Пресвятої Богородиці в Старій-Загорі пострижений в чернецтво з ім'ям Григорій і на наступний день був висвячений у сан ієродиякона.
У 1929 році вступив на Богословський факультет Софійського університету, після закінчення якого в 1933 році був призначений учителем в чотирикласне пастирське училище в Черепишському монастирі. Там 15 лютого 1934 ректором училища єпископом Брегальницьким Панарет був висвячений в сан ієромонаха і призначений настоятелем училищного храму.
Протягом навчального 1934—1935 року ієромонах Григорій викладав в Софійській духовній семінарії. Восени 1935 переведений в Пловдивську семінарію вихователем, а незабаром став викладачем, бібліотекарем і настоятелем семінарського храму.
5 листопада 1939 року був призначений протосингелом Старозагорська митрополії. На цій посаді, з невеликими перервами, залишався до 1 квітня 1952 року.
26 липня 1941 року по рішенню Священного Синоду був зведений в сан архімандрита.
З 1 квітня 1952 року до кінця 1962 року — протосингел у Врачанській єпархії.
З 1 квітня 1965 по 2 жовтня 1968 року — ігумен ставропігійного Троянського монастиря.
11 квітня 1965 року в патріаршому соборі святого Олександра Невського хіротонізований на єпископа Крупнишського. За рішенням Священного Синоду 2 жовтня 1968 року обійняв посаду настоятеля Болгарського церковного подвір'я в Москві.
30 січня 1972 на єпархіальних виборах в Ловечі єпископ Григорій був обраний новим митрополитом Ловчанським, а 13 лютого того ж року в синодальному храмі святого царя Бориса в Софії одностайним рішенням Священного Синоду зведений в сан митрополита Ловчанського.
Помер 7 грудня 2000 року в Ловечі. Похований у дворі Свято-Троїцького кафедрального собору в Ловечі.